# Кубок СССР по хоккею с шайбой 1970
Двенадцатый розыгрыш Кубка СССР по хоккею с шайбой прошёл в усечённом составе — допускались команды только первой группы класса «А» (по 12 команд первой и второй подгрупп). Четыре худших команды высшего дивизиона прошлого сезона вместе с командами второй подгруппы начинали соревнования с 1/16 финала, в 1/8 к победителям присоединялись остальные команды. Если в прошлогоднем турнире наконец-то впервые сыграли все его участники, то в этом впервые не было ни одной неявки на матчи.
Все игры проводились на искусственном льду, вследствие чего некоторые команды играли свои домашние встречи на нейтральных и чужих полях. Ещё одним новшеством стало вместо проведения дополнительных встреч при ничейном результате введение послематчевых штрафных бросков (пробивались серии по 5 бросков до победы одной из команд). При этом вновь вернулись к полному отыгрышу дополнительного периода (до этого игра продолжалась до первой шайбы). Это, видимо, не было доведено до всех судей, вследствие чего в дополнительное время был остановлен матч первого раунда в Перми, результат которого был отменён и назначена переигровка.

## Список участников
| Команды класса «А» (Первая группа. Первая подгруппа) | Команды класса «А» (Первая группа. Вторая подгруппа) |
| --- | --- |
| - «Автомобилист» Свердловск - «Динамо» Киев - «Динамо» Москва - «Крылья Советов» Москва - «Локомотив» Москва - «Сибирь» Новосибирск - «Спартак» Москва - «Торпедо» Горький - «Трактор» Челябинск - «Химик» Воскресенск - СКА Ленинград - ЦСКА | - «Автомобилист» Алма-Ата - «Дизелист» Пенза - «Звезда» Чебаркуль - «Кристалл» Саратов - «Кристалл» Электросталь - «Металлург» Новокузнецк - «Молот» Пермь - «Торпедо» Минск - «Торпедо» Усть-Каменогорск - «Торпедо» Ярославль - СК им. Салавата Юлаева Уфа - СК им. Урицкого Казань |

## 1/16 финала
| 08.10.1969 | «Трактор» Челябинск     | «Звезда» Чебаркуль         | 3:5 |
| 08.10.1969 | СК им. Урицкого Казань  | «Торпедо» Горький          | 2:6 |
| 09.10.1969 | «Сибирь» Новосибирск    | СК им. Салавата Юлаева Уфа | 2:5 |
| 09.10.1969 | «Дизелист» Пенза        | «Кристалл» Саратов         | 2:4 |
| 09.10.1969 | «Динамо» Киев           | «Торпедо» Минск            | 2:3 |
| 09.10.1969 | «Автомобилист» Алма-Ата | «Торпедо» Усть-Каменогорск | 6:6 |
| 09.10.1969 | «Кристалл» Электросталь | «Металлург» Новокузнецк    | 3:6 |
| 09.10.1969 | «Молот» Пермь           | «Торпедо» Ярославль        | 3:2 |
| 18.10.1969 | «Молот» Пермь           | «Торпедо» Ярославль        | 4:2 |

## 1/8 финала
| 30.10.1969 | «Локомотив» Москва         | «Торпедо» Минск         | 9:4  |
| 30.10.1969 | «Автомобилист» Алма-Ата    | «Химик» Воскресенск     | 2:4  |
| 30.10.1969 | «Металлург» Новокузнецк    | СКА Ленинград           | 2:3  |
| 31.10.1969 | «Звезда» Чебаркуль         | «Спартак» Москва        | 4:13 |
| 31.10.1969 | «Молот» Пермь              | «Крылья Советов» Москва | 2:3  |
| 31.10.1969 | «Автомобилист» Свердловск  | «Кристалл» Саратов      | 10:5 |
| 31.10.1969 | «Торпедо» Горький          | ЦСКА                    | 3:5  |
| 01.11.1969 | СК им. Салавата Юлаева Уфа | «Динамо» Москва         | 1:5  |

## 1/4 финала
| 03.11.1969 | «Спартак» Москва | «Крылья Советов» Москва   | 6:2 |
| 03.11.1969 | СКА Ленинград    | «Химик» Воскресенск       | 4:4 |
| 04.11.1969 | ЦСКА             | «Автомобилист» Свердловск | 9:2 |
| 04.11.1969 | «Динамо» Москва  | «Локомотив» Москва        | 6:2 |

## 1/2 финала
| 15.02.1970 | «Динамо» Москва  | ЦСКА          | 4:3  |
| 16.02.1970 | «Спартак» Москва | СКА Ленинград | 10:7 |

## Финал
| 19.02.1970 | «Спартак» Москва | 2:1 (2:0, 0:0, 0:1) | «Динамо» Москва | ДС «Лужники», Москва Зрителей: 14 000 |

| Отчёт | Отчёт | Отчёт                   | Отчёт | Отчёт |  |
| --- | --- | ----------------------- | --- | --- |  |
| | |                         | | |  |
| | Александр Гысин | Вратари                 | Александр Пашков | Судьи: Ю.Карандин (Новосибирск) Н.Морозов (Москва) |  |
| | Голы: |                         | | Судьи: Ю.Карандин (Новосибирск) Н.Морозов (Москва) |  |
| А.Мартынюк 1' В.Старшинов 19' | 1:0 2:0 2:1 | 46' А.Белоножкин (бол.) | | Судьи: Ю.Карандин (Новосибирск) Н.Морозов (Москва) |  |
| | |                         | | Судьи: Ю.Карандин (Новосибирск) Н.Морозов (Москва) |  |
| | |                         | | Судьи: Ю.Карандин (Новосибирск) Н.Морозов (Москва) |  |
| | |                         | | Судьи: Ю.Карандин (Новосибирск) Н.Морозов (Москва) |  |
| 10 мин | Штраф | 8 мин                   | | Судьи: Ю.Карандин (Новосибирск) Н.Морозов (Москва) |  |
| 6 (0) | Большинство | 8 (1)                   | | |  |
| | 24 | Броски                  | 33 | |  |
| | |                         | | |  |
| | Борис Майоров | Тренер                  | Аркадий Чернышёв | |  |
| В.Кузьмин - Е.Паладьев, В.Мигунько - В.Меринов, А. Макаров; А. Мартынюк - В.Шадрин - А.Якушев, В.Ярославцев - Г.Крылов - К.Климов, В.Марков - В.Старшинов - В.Гуреев | В.Кузьмин - Е.Паладьев, В.Мигунько - В.Меринов, А. Макаров; А. Мартынюк - В.Шадрин - А.Якушев, В.Ярославцев - Г.Крылов - К.Климов, В.Марков - В.Старшинов - В.Гуреев | Состав                  | В.Васильев - В.Давыдов, М.Алексеенко - В.Орлов, С.Щёголев - В.Марков; И.Самочёрнов - В.Юрзинов - Ю.Репс, Ю.Чичурин - А.Мальцев - А.Белоножкин, А.Сакеев - А.Мотовилов - В.Шилов, А.Стриганов | В.Васильев - В.Давыдов, М.Алексеенко - В.Орлов, С.Щёголев - В.Марков; И.Самочёрнов - В.Юрзинов - Ю.Репс, Ю.Чичурин - А.Мальцев - А.Белоножкин, А.Сакеев - А.Мотовилов - В.Шилов, А.Стриганов |  |